# 필에너지
주식회사 필에너지(영어: Philenergy)는 대한민국의 2차 전지 장비 기업으로,필옵틱스의 자회사이다.

## 역사
2020년 4월 필옵틱스의 2차 전지 공정 장비 부문이 물적 분할한 회사이며, 2023년 7월 14일부로 코스닥 시장에 상장하였다.

## 내용주
1. ↑  필옵틱스의 대표이사를 담당하고 있다.
2. ↑  공모가 34,000원에 코스닥 시장에 상장